# Cyrenidae
Famille
Synonymes
- famille Corbiculidae Gray, 1847[1]
- famille Geloinidae Prashad, 1932[1]
- sous-famille Polymesodinae Habe, 1977[1]
- sous-famille Serrilaminulinae Lindholm, 1933[1]

Les Cyrenidae sont une famille de mollusques bivalves, de l'ordre des Venerida.

## Liste des genres
Selon World Register of Marine Species (25 novembre 2020) :
- genre Batissa Gray, 1853
- genre Corbicula Megerle von Mühlfeld, 1811
- genre Cyanocyclas Blainville, 1818
- genre Geloina Gray, 1842
- † genre Muscatella S. Schneider, Kollmann & Pickford, 2020 †
- genre Polymesoda Rafinesque, 1820
- genre Villorita Gray, 1833

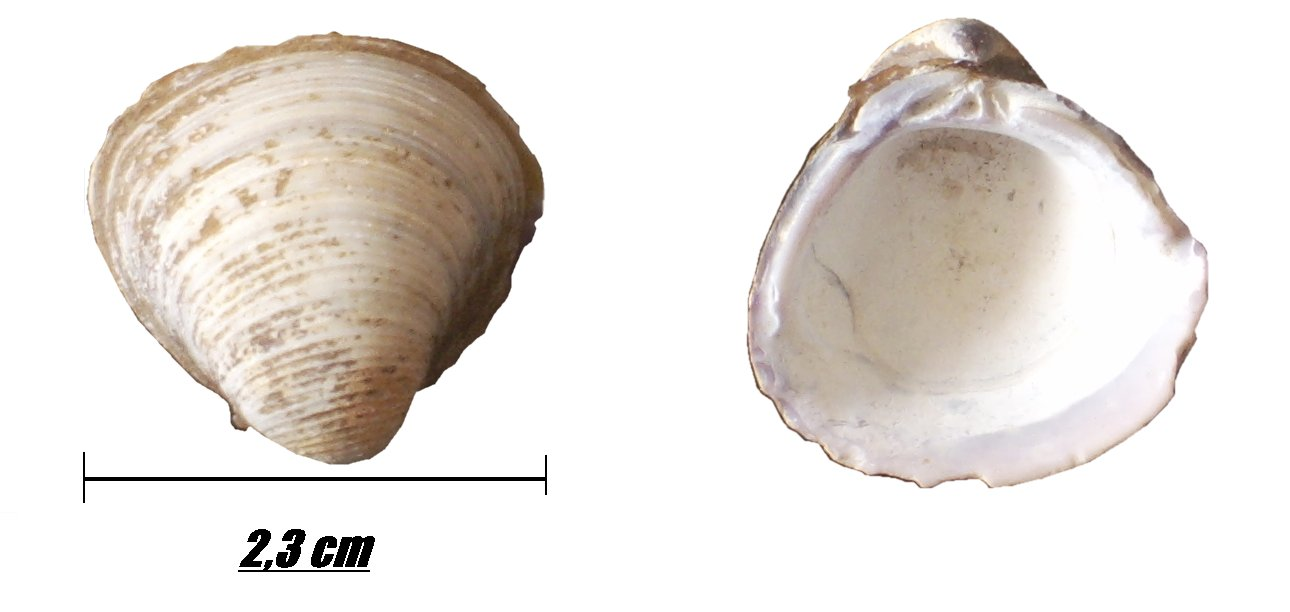
Corbicula fluminalis.
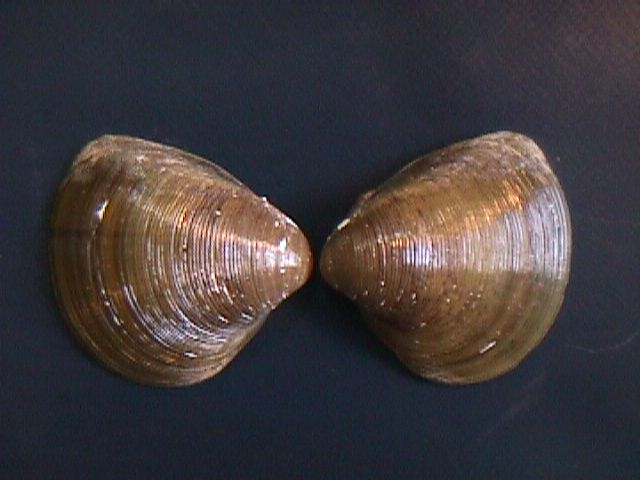
Polymesoda artacta.
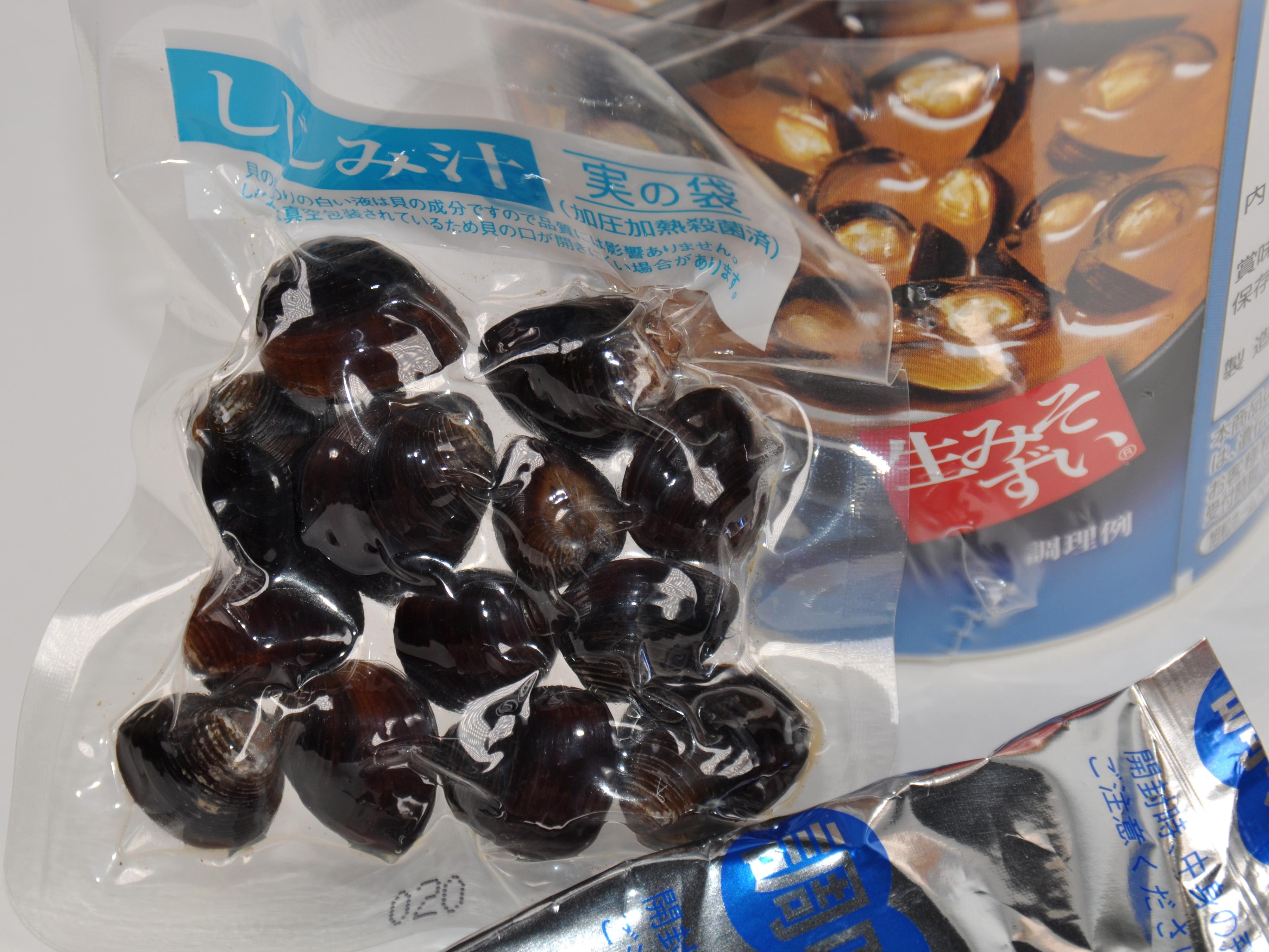
Villorita cyprinoides.

## Honneur
L'astéroïde (29431) Shijimi est nommé d'après ces bivalves, nommés シジミ (shijimi) en japonais.